# Міхурниця гірська
Міхурниця гірська, пухирник гірський (Cystopteris montana) — арктично-гірський папоротевидний вид Азії, Європи й Північної Америки.

## Опис
Багаторічник 20–30(40) см заввишки. Кореневище довге, повзуче, темно-коричневе з рідкими коричневими, яйцюватими, мембранними лусочками. Листки мономорфні в контурі трикутні, до 45 см, з нижньої сторони іноді розсіяно усіяні коротенькими волосками і залозками. Ніжки листків від темно-коричневих до чорних при основі, поступово стають зеленими або солом'яними дистально. Індузій широко-яйцюватий, тупий, голий або злегка залозистий. Спори колючі, зазвичай 37–42 мкм. 2n = 168.

## Поширення
Азія: Китай, північна Індія, Японія, Кашмір, Корея, Непал, східний Пакистан, Росія; Європа: Австрія, Ліхтенштейн, Боснія і Герцеговина, Велика Британія, Хорватія, Фінляндія, Франція, Німеччина, Грузія, Швейцарія, Іспанія, Італія, Норвегія, Польща, Румунія, Словаччина, Словенія, Швеція, Україна; Північна Америка: пд. Гренландія, Канада, США. Населяє альпійські райони в горах, вологі зони в лісах, рідколіссях і на берегах водойм, зростає на висотах від 0 до 4500 м н.р.м.
В Україні зростає на сухих або злегка вологих скелях або кам'янистих схилах, здебільшого під пологом лісу — у Карпатах (зрідка). Входить у «Регіональний червоний список» судинних рослин Закарпатської області.

## Галерея

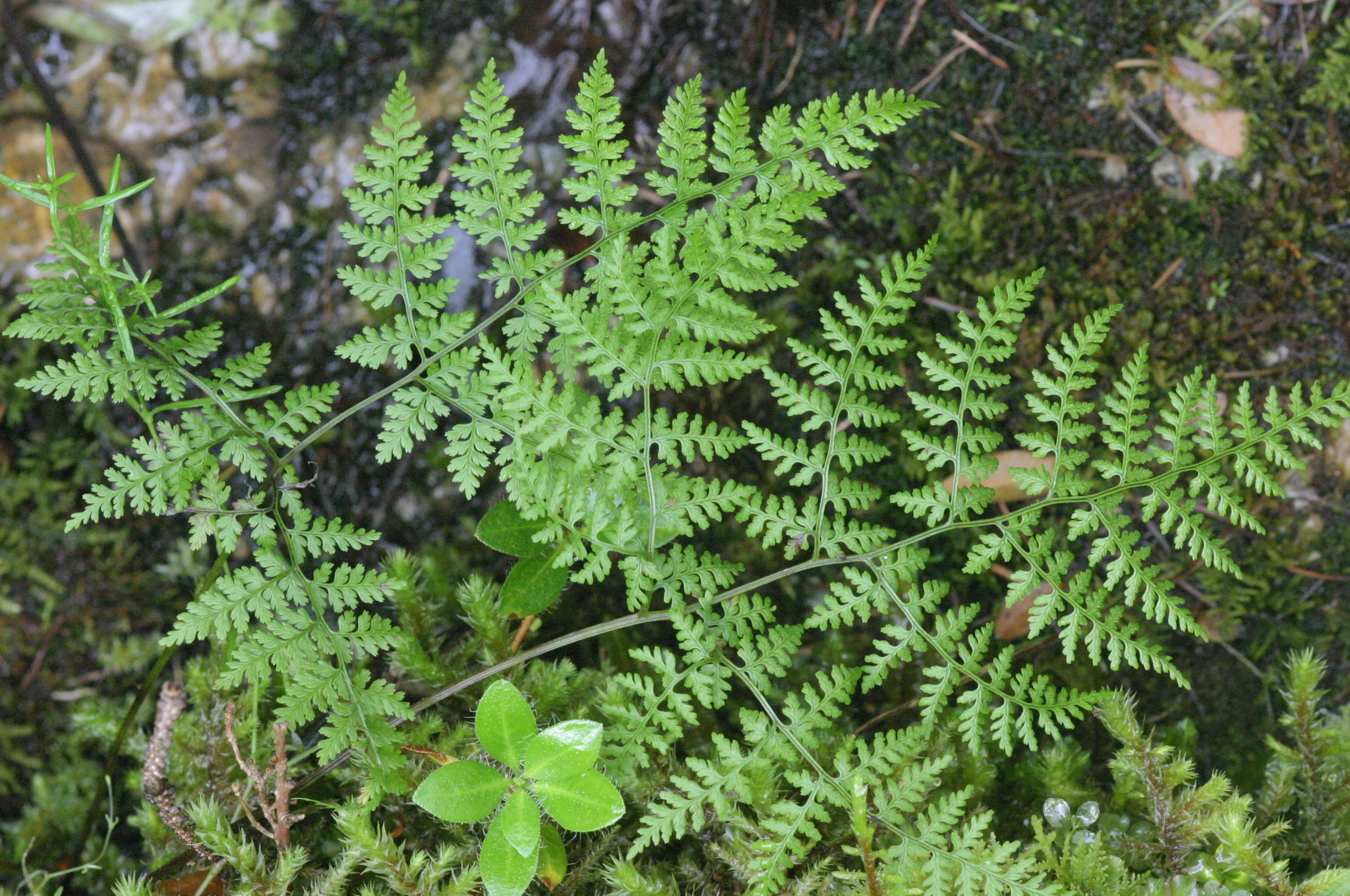
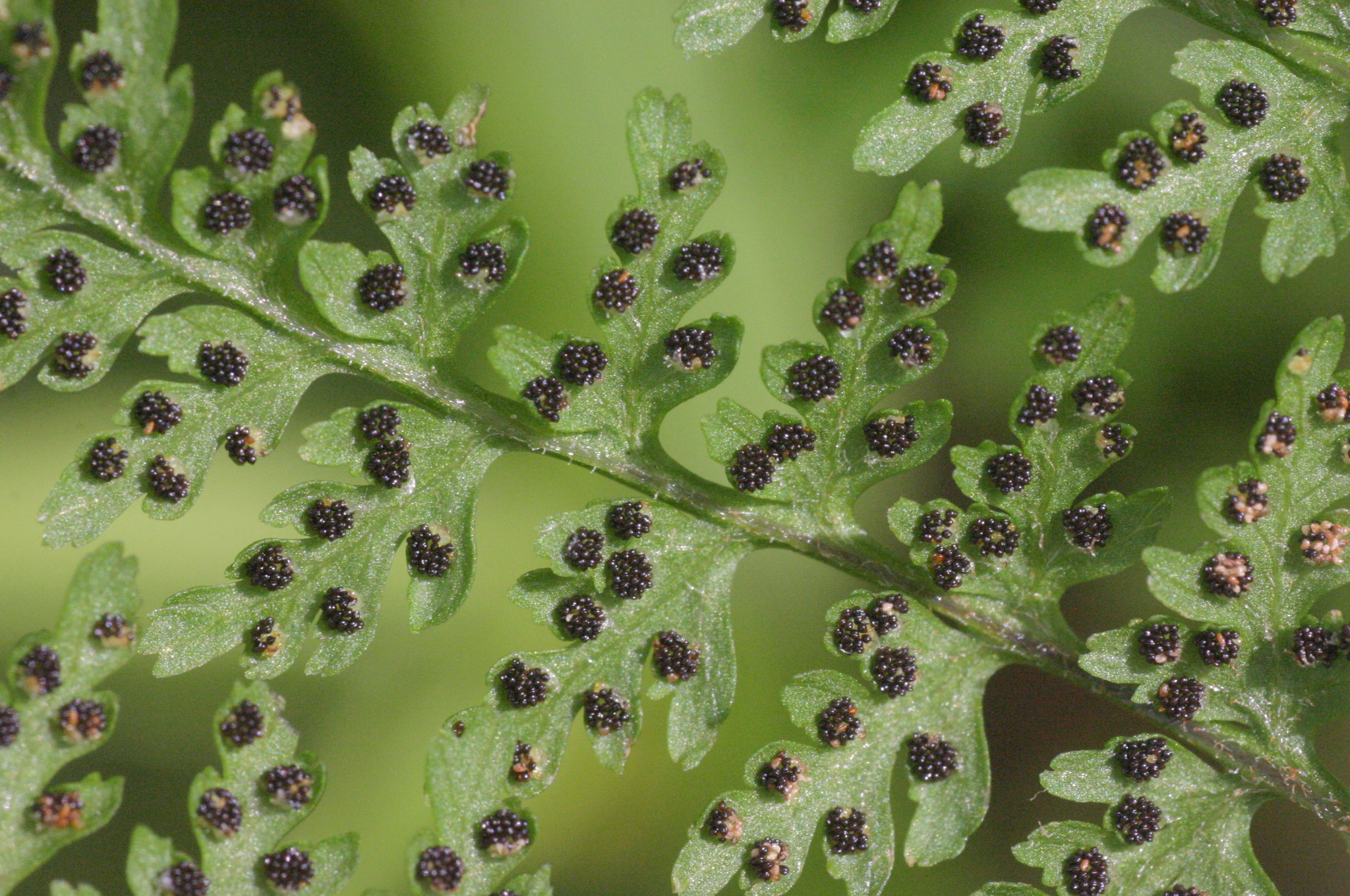
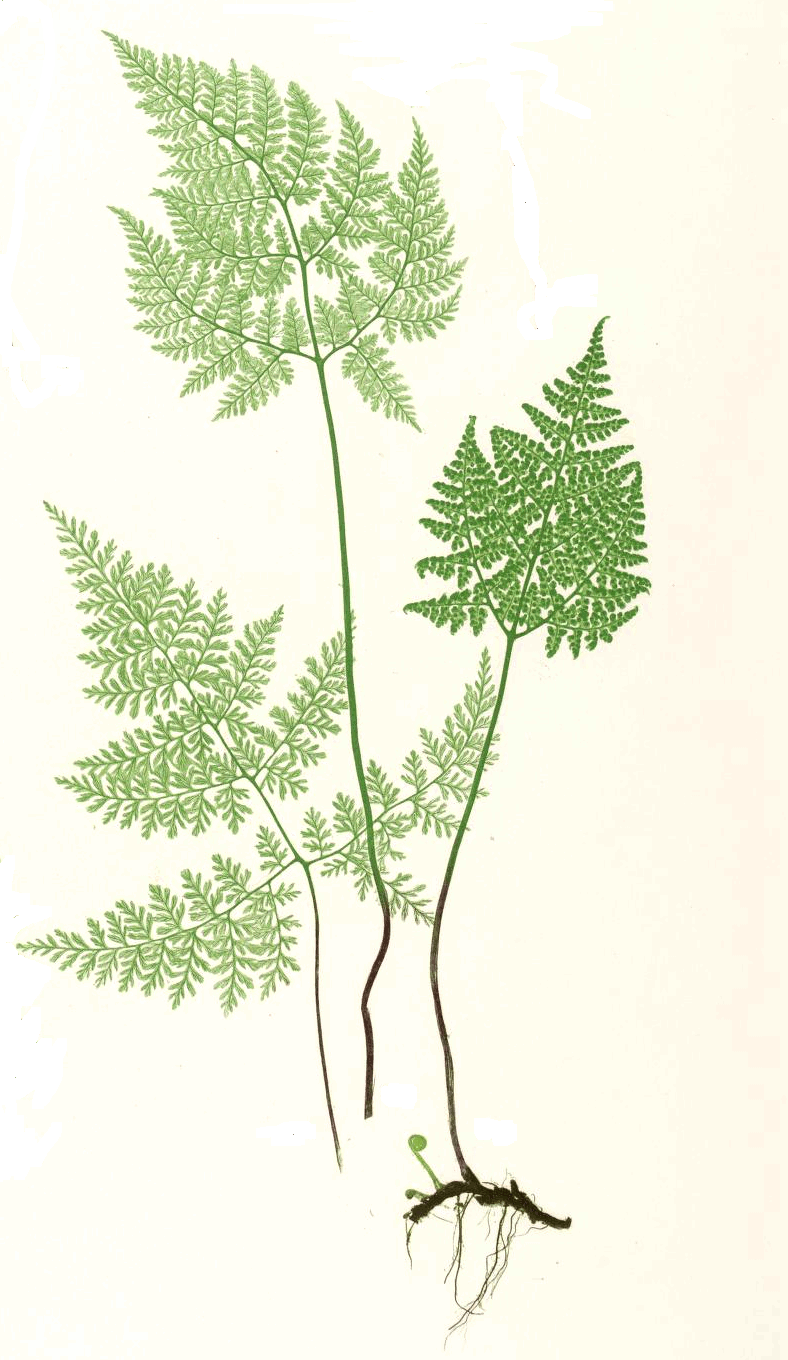